# マッコール (DD-28)
|          |                                                    |
| 艦歴     |                                                    |
| 発注     |                                                    |
| 起工     | 1909年3月22日                                      |
| 進水     | 1910年4月9日                                       |
| 就役     | 1910年11月18日（海軍） 1925年6月17日（沿岸警備隊） |
| 退役     | 1919年12月5日（海軍） 1930年8月12日（沿岸警備隊）  |
| その後   | 1935年6月28日に売却                                |
| 除籍     | 1935年3月8日                                       |
| 性能諸元 |                                                    |
| 排水量   | 742トン                                            |
| 全長     | 293 ft 11 in (89.6 m)                              |
| 全幅     | 26 ft 11 in (8.2 m)                                |
| 吃水     | 8 ft 4 in (2.5 m)                                  |
| 機関     | 重油専焼缶4基                                      |
| 最大速   | 29.5ノット (55 km/h)                               |
| 乗員     | 士官、兵員89名                                     |
| 兵装     | 3インチ砲4門 18インチ魚雷発射管6門                 |

マッコール (USS McCall, DD-28) は、アメリカ海軍の駆逐艦。ポールディング級駆逐艦の1隻。艦名はエドワード・マッコールに因む。

## 艦歴

### 海軍で
マッコールは1909年6月8日にニュージャージー州カムデンのニューヨーク造船所で起工した。1910年6月4日にジェシー・ウィリッツによって命名、進水し、1911年1月23日に艦長J・T・トムキンス少佐の指揮下就役する。
大西洋艦隊水雷小艦隊に配属されたマッコールは大西洋岸沿い、主にロードアイランド州ニューポートからチェサピーク湾で活動した。また、冬期間はキューバ海域で艦隊演習に従事した。
1916年、マッコールはニューヨーク沖およびニューイングランド沿岸で中立パトロールを行う。ペンシルベニア州フィラデルフィアでのオーバーホール後、1917年6月14日にニューヨークを出航、ヨーロッパ向け船団の護衛を行う。マッコールは大西洋西部での護衛任務を1918年1月まで継続し、その後アイルランドのクイーンズタウンに向かう。2月22日に到着すると12月16日まで護衛および救助任務に従事した。
1919年1月に帰国すると東海岸での任務を再開し、1919年12月12日にフィラデルフィアで退役した。

### 沿岸警備隊で
続く4年半を予備役として保管され、マッコールは1924年6月7日に沿岸警備隊に移管された。コネチカット州ニューロンドンに配備されたマッコールはラム・パトロールの1隻として活動した。
マッコールは1930年10月18日に海軍に返還され、ロンドン海軍軍縮条約に従い1934年5月2日に売却、廃棄された。